# Rudolf Otto von Ottenfeld
Rudolf Otto von Ottenfeld (21. července 1856 Verona – 26. července 1913 Praha-Malá Strana) byl rakouský malíř a pedagog.

## Život
Rudolf Otto rytíř Ottenfeld se narodil ve Veroně. Byl synem majora c.k.rakouské armády Rudolfa Ottenfelda, který padl roku 1866 v bitvě u Hradce Králové. Absolvoval reálnou školu, v dalším studii pokračoval v letech 1874–1881 na vídeňské malířské akademii u prof. Karla Wurzingera, K. L. Müllera a J. M. Trenkwalda. V roce 1881 opustil Ottenfeld vídeňskou Akademii a podnikl studijní cesta do jižní Dalmácie. V roce 1882 se přestěhoval do Mnichova, kde zůstal a do roku 1893. Z Mnichova se v roce 1893 vrátil do Vídně, kde setrval do roku 1900. Mezitím podnikl další studijní cesty do Dalmácie, Bosny a Hercegoviny, dále do Cařihradu, Malé Asie a na Kavkaz. Zúčastnil se srbsko-bulharské války v srbském hlavním táboře. V roce 1900 přijal nabídku malířské Akademie v Praze na uvolněné místo profesora krajinářské školy po zesnulém J.Mařákovi. V Praze zůstal až do své smrti. Ottenfeldovy nejoblíbenějšími motivy byla vojenská tematika, bitvy a útoky jízdy. Často také maloval obrazy ze života Černohorců a z Orientu. Za své dílo byl Ottenfeld vícekrát vyznamenán na výstavách v Praze, ve Vídni, Antverpách a Berlíně státními medailemi. Roku 1897 získal Reichelovu uměleckou cenu. Byl spoluautorem díla „Rakousko-Uherská monarchie slovem i obrazem“ a ilustroval nedokončené dílo „Rakouská armáda“.

## Žáci
U prof. Ottenfelda dokončila studia jednak poslední generace žáků prof. J. Mařáka,  a dále již zástupci avantgardy, celkem jich bylo 34. K nejznámějším patřili : Stanislav Lolek, Ota Bubeníček, Augustin Satra, Josef Král a Karel Langer. Mezi další významné žáky patřili Jaroslav Šetelík, Jaroslav Mathauser, František Cína Jelínek, Josef Štolovský, Karel Vik, Oldřich Koníček, Adolf A. Zahel, Vilém Kafka, František Hoplíček, Zdeněk Glückselig, Ondřej Harlas, Oldřich Koníček a Vincenc Beneš.
Byl pohřben na hřbitově ve vídeňské části Hietzing.

## Galerie

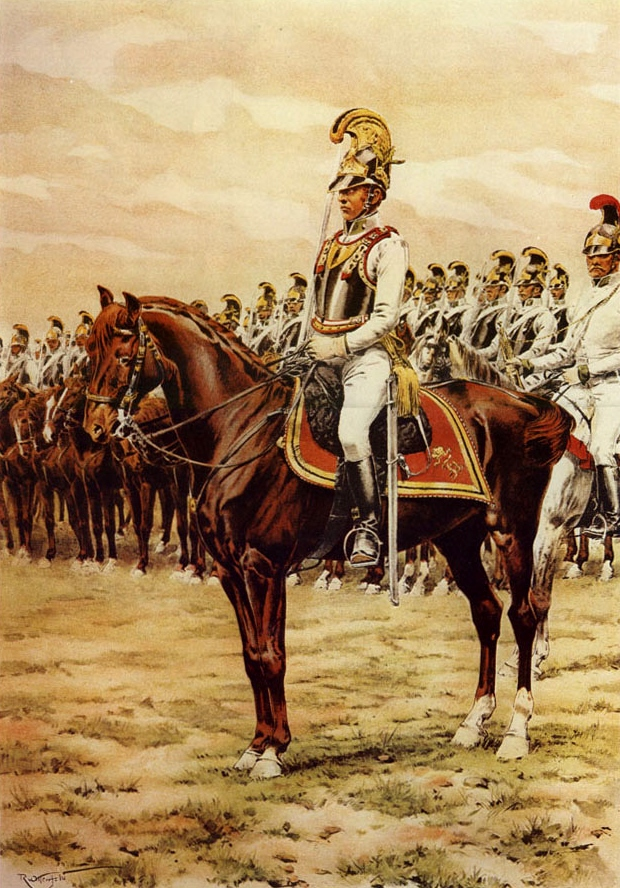
Rudolf Otto von Ottenfeld Rakouští kyrysníci
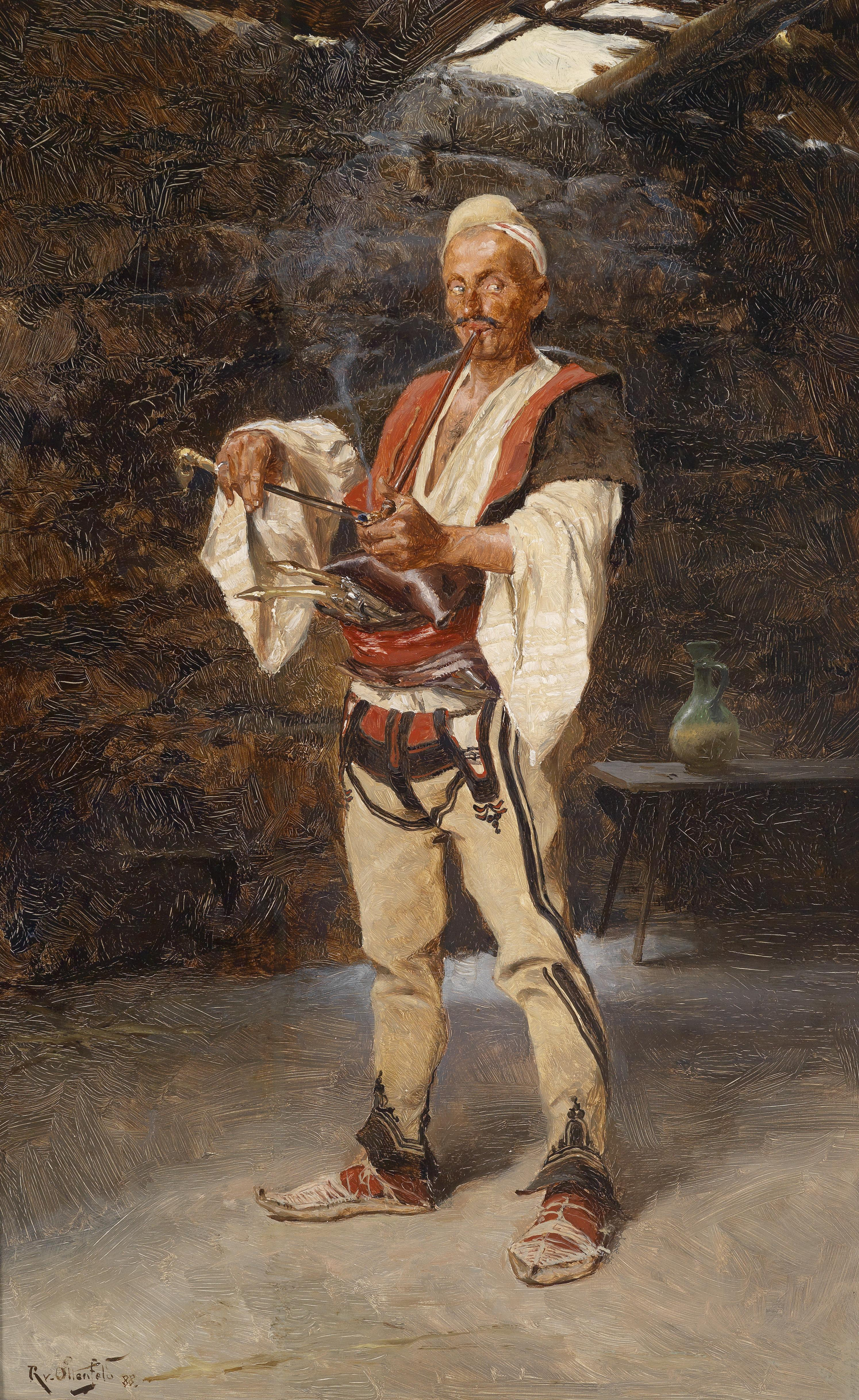
Rudolf Otto von Ottenfeld Černohorec (1888)
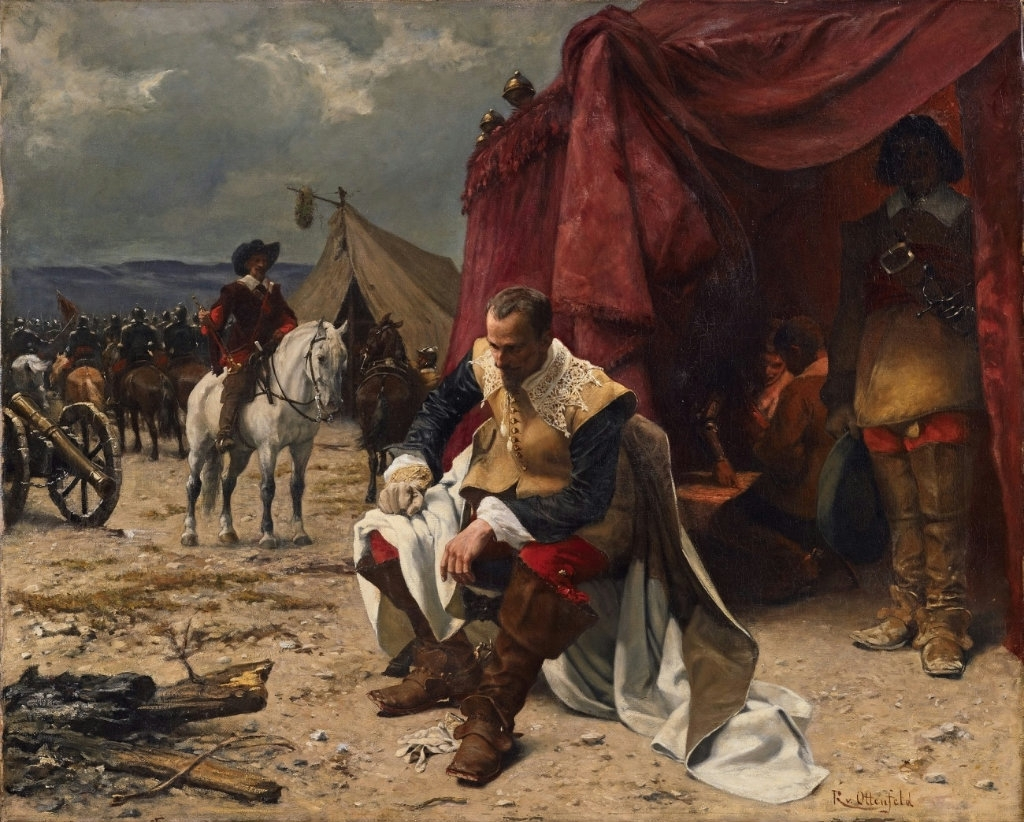
Rudolf Otto von Ottenfeld  Valdštejnův tábor
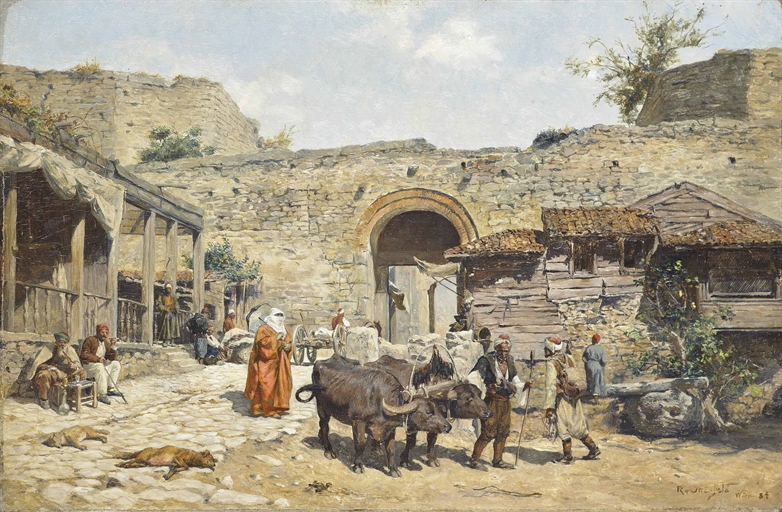
Rudolf Otto von Ottenfeld Osmané u městské zdi
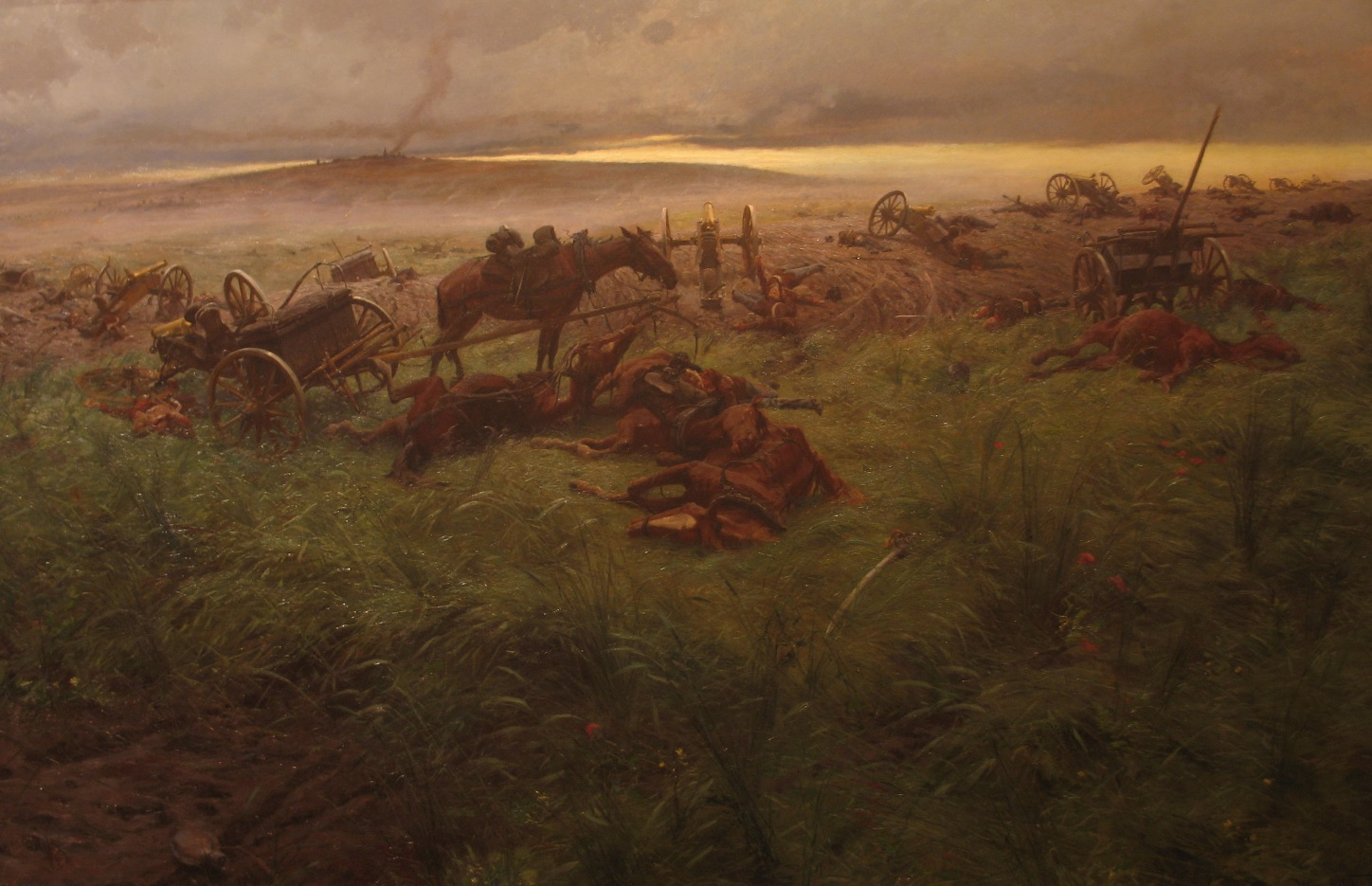
Rudolf Otto von Ottenfeld Po bitvě u Hradce Králové (1897)